# Хэл Линден
Хэл Линден (англ. Hal Linden; имя при рождении — Харольд Липшиц (англ. Harold Lipshitz); род. 20 марта 1931, Нью-Йорк) — американский актёр театра, кино и телевидения. В Америке наиболее известен по заглавной роли в сериале «Барни Миллер» (1975—1982).

## Биография
Родился в Нью-Йорке в семье Фрэнсис (урождённая Розен) и Чарльза Липшицев. Его отец работал набойщиком. Окончил Школу артистических искусств в Манхэттене, после чего обучался музыке в Queens College. Начинал он свою карьеру как кларнетист и певец в танцевальной группе. Он и его брат Берни, по профессии скрипач, выбрали сценическую фамилию Линден в честь города, название которого было нарисовано большими буквами на водонапорной башне.
Линден дебютировал на Бродвее в 1957 году спектаклем «Колокола звонят», где его партнёршей выступила Джуди Холлидей. Первого же успеха он добился в 1962 году, сыграв роль Билли Крокера в мюзикле Коула Портера Anything Goes. Спустя девять лет Линден исполнил главную партию в мюзикле Джерри Бока «Ротшильды», получив за эту работу премию «Тони». С 1975 по 1982 годы играл заглавную роль в комедийном сериале «Барни Миллер». За образ капитана полиции он семь раз выдвигался на премию «Эмми» и четырежды — на «Золотой глобус», но каждый раз проигрывал. Был одним из тех, кто проносил олимпийский огонь по улицам Лос-Анджелеса в 1984 году.
Кроме того, участвовал в съёмках сериалов «Золотые девочки», «Дерзкие и красивые», «Девочки Гилмор», «Закон и порядок: Преступное намерение», «Уилл и Грейс», «Король Квинса», «Джинн в доме», «Няня», «Красотки в Кливленде» и других, а также в кинофильме «В открытом море» (1997).
Является национальным представителем Еврейского национального фонда. С женой, актрисой и танцовщицей Фрэнсис Мартин, Линден прожил 52 года, пока та не умерла в 2010 году. У них четверо детей. В 2011 году выпустил свой первый музыкальный альбом It’s Never Too Late.